# Mihail Romniceanu

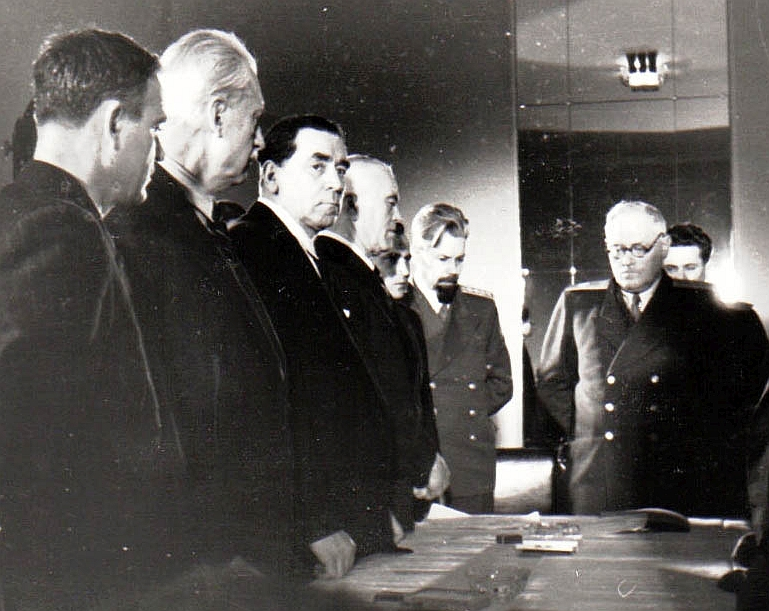
Rumäniens KP-Chef Gheorghiu-Dej (1.v.l.), Vizepremier Tătărescu (3.v.l.), Premier Groza (4.v.l.) und der Sowjet-Vizeaußenminister Wyschinski (rechts, mit Brille) nahmen auf Druck der USA Romniceanu in die Regierung auf

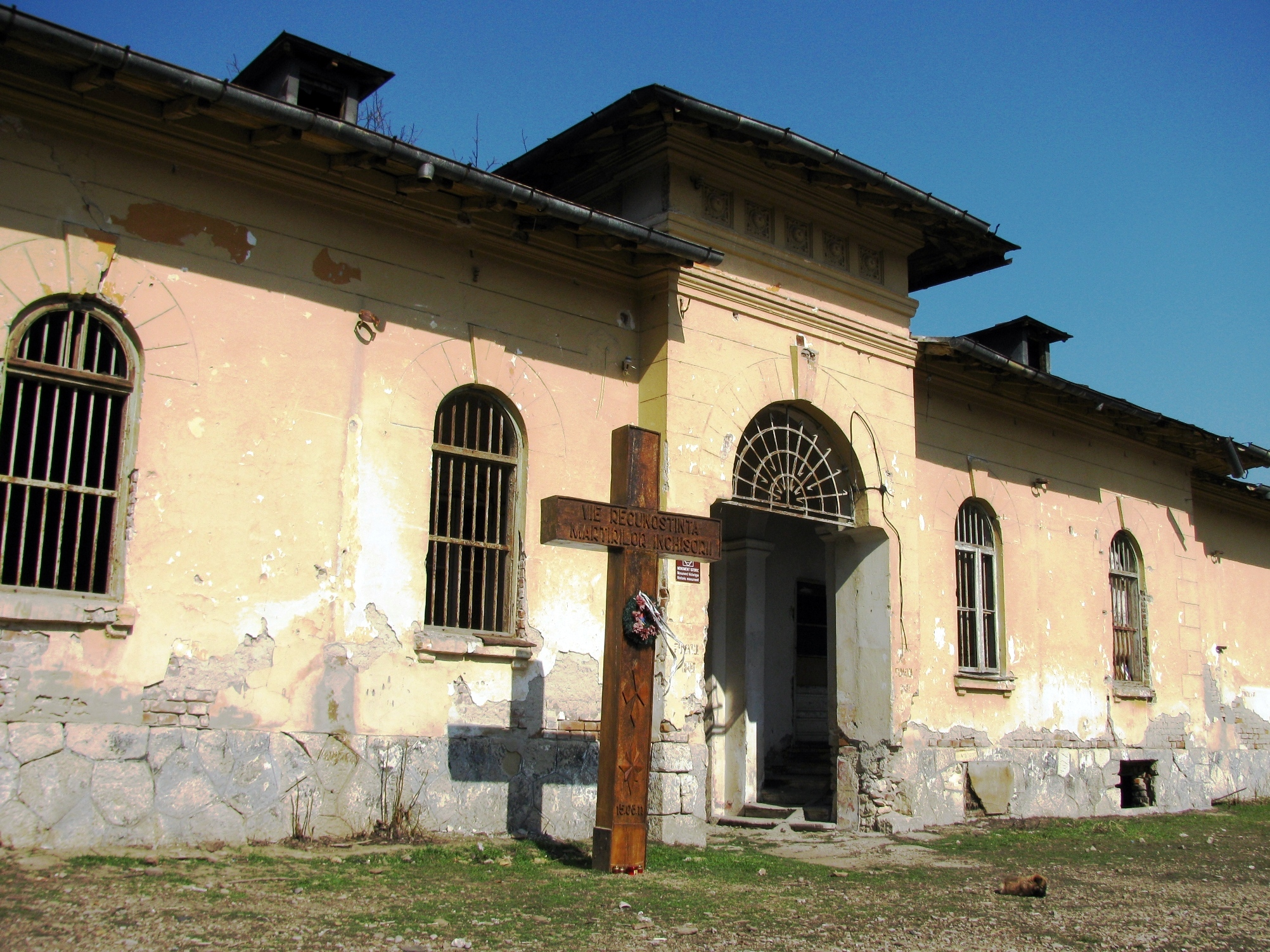
Mihail Romniceanu starb im Gefängnis von Râmnicu Sărat

Mihail M. N. Romniceanu (* 17. Februar 1891 in Bukarest, Rumänien; † 13. Februar 1960 in Râmnicu Sărat, Rumänien) war ein liberaler rumänischer Politiker.
Mihail Romniceanu war zunächst Anwalt und wurde dann Jura-Professor an der Universität Bukarest. Seit 1932 war er Mitglied des Exekutivkomitees der von Ion Duca geführten National-Liberalen Partei (Partidul Național Liberal) und wurde 1933 für den Kreis Hunedoara in den Senat gewählt. Nach Ducas Ermordung zählte er zum konservativen Flügel des Parteivorsitzenden Constantin Brătianu ("Dinu"), der mit dem Flügel um den Generalsekretär Gheorghe Tătărescu (Ministerpräsident 1934–1940) rivalisierte. Gegen die faschistische Militärdiktatur Ion Antonescus unterstützte Romniceanu zusammen mit Brătianu und Tătărescu die Revolution vom 23. August 1944. In den zum Ende des Zweiten Weltkrieges von Constantin Sănătescu und Nicolae Rădescu gebildeten Militärregierungen war er von Anfang November 1944 bis Ende Februar 1945 Finanzminister.
Rădescu wurde von seinem Stellvertreter Petru Groza abgelöst, der eine Koalitionsregierung mit der Kommunistischen Partei Rumäniens bildete. Als sich Brătianu und Tătărescu in der Frage einer Beteiligung an dieser kommunistisch dominierten Nachkriegsregierung erneut zerstritten, unterstützte Romniceanu weiterhin Brătianu und wurde daraufhin im März 1945 als Minister von Tătărescus Parteifreund Dumitru Alimănișteanu abgelöst. Tătărescu, der inzwischen seine eigene National-Liberale Partei (Partidul Național Liberal – Tătărescu) gegründet hatte, wurde Vizepremier und Außenminister. Brătianu ging zusammen mit Ex-Premier Iuliu Maniu (Bauernpartei) in die Opposition.
Während der Pariser Friedensverhandlungen forderten die USA und Großbritannien die rumänische Regierung auf, sich durch Abhaltung baldiger Wahlen demokratisch zu legitimieren und sich bis dahin durch die Aufnahme von Oppositionspolitikern zu einer Allparteienregierung umzubilden (wenn schon nicht die Parteichefs Brătianu und Maniu selbst, dann doch zumindest Vertreter der National-Liberalen und der Bauernpartei) – anderenfalls würden sie keinen Friedensvertrag unterzeichnen. In engster Abstimmung mit den angloamerikanischen Diplomaten Averell Harriman und Clark Kerr nominierte Constantin (Dinu) Brătianu seinen Cousin Constantin ("Bebe") Brătianu und Iuliu Maniu seinen Stellvertreter Ion Mihalache. Das lehnten Groza, Tătărescu, Gheorghe Gheorghiu-Dej und schließlich auch der sowjetische Vizeaußenminister Andrei Wyschinski ab, obwohl Wyschinski den auch von Ana Pauker vorgeschlagenen Constantin ("Bebe") Brătianu zunächst akzeptieren wollte. Stattdessen wurden im Januar 1946 zweitrangige Politiker der National-Liberalen Partei und der Bauernpartei in die Regierung aufgenommen und baldige Wahlen versprochen. Als Minister ohne Geschäftsbereich blieben Mihail Romniceanu und Emil Hațieganu (Bauernpartei) ohne Einfluss. Nach den Wahlen vom November 1946, bei denen die zum kommunistisch geführten Wahlblock (Nationale Front) gehörende Tătărescu-Partei die mit Manius Bauern verbündete Brătianu-Partei schlagen konnte, verlor Romniceanu endgültig seinen Ministerposten und kurz darauf auch seine Anstellung an der Universität. Im April 1948 wurde er verhaftet, zu zwölf Jahren Zwangsarbeit verurteilt und in das Gefängnis von Râmnicu Sărat verbracht.